# ブラオ地区
ブラオ地区（Burao District, ソマリ語: Degmada Burco）はソマリランドの行政地区。

## 概要
この地区にはアフリカの角で最大級の家畜市場（ソマリ語で「セイラッド(seylad)」と呼ばれる）があり、ブラオとイーロウェの市場では毎日1万頭もの羊やヤギが売られ、その多くがベルベラ港経由で湾岸諸国に出荷されている。この市場ではアフリカの角全域からの家畜を扱っている。

## 主な町
- ブラオ - 中心都市
- Qoryale
- Balanbaal
- Balidhiig
- Dabaqabad
- Beer
- Jaamac Liibaan
- Yirowe
- Odanleh
- Qalloocan